# Cimetière de l'Ouest (Munich)
Pour les articles homonymes, voir Cimetière de l'Ouest.
Le cimetière de l'Ouest (Westfriedhof) est un des cimetières  de la ville de Munich en Allemagne. Il se trouve au sud de la ville dans le district de Moosach et son entrée principale est au no 28 de la Baldurstraße. 

## Histoire et description
Le cimetière a été ouvert en 1898, alors que Moosach ne faisait pas partie de Munich. Ses bâtiments sont l'œuvre de l'architecte Hans Grässel,  et ont été terminés en 1902. Le cimetière de l'Ouest abrite plus de quarante mille sépultures et a été agrandi en 1950-1951.
Les monuments qui se trouvent le long de l'allée principale sont particulièrement imposants et certains d'entre eux sont l'œuvre du sculpteur munichois Heinrich Waderé.

Vue du cimetière.

## Personnalités inhumées
- Aexandra (1942-1969), née Doris Treitz, chanteuse de schlager
- Hans Baur (1897-1993), ancien pilote d'Hitler[3]
- Hugo Hartung (1902-1972), écrivain
- Ursula Herking (1912-1974), actrice (tombe transférée à Dessau)
- Toni Hiebeler (1930-1984), alpiniste
- Franz von Lenbach (1836-1904), artiste
- Rudolf Maison (1854-1904), sculpteur
- Edmund Nick (1891-1974), compositeur
- Alexander Pfänder (1870-1941), philosophe
- Ernst Röhm (1887-1934), chef des SA
- Hans Schuberth (1897-1976), ministre fédéral des postes et télécommunications
- Hanns Seidel (1901-1961), ministre-président de Bavière
- Princesse Soraya (Soraya Esfandiary-Bakhtiary) (1932-2001), ancienne épouse du Chah d'Iran
- Wolfgang Unzicker (1925-2006), grand maître d'échecs
- Max Valier (1895-1930), auteur de science fiction
- Otto Voisard (1927-1992), président de MAN SE, directeur général de Steyr-Daimler-Puch
- Karl Schmitt-Walter (1900-1985), chanteur d'opéra et de lieder

Deux tombes rappellent la terreur de la République soviétique de Bavière: celle de la comtesse Hella von Westarp (1887-1919 ; sépulture 9-6-12), secrétaire de la Société de Thulé, fusillée en tant qu'otage; et celle connue sous le nom de sépulture Pals (Gesellengrab), qui commémore vingt-deux jeunes gens catholiques, membres  de la Société Saint-Joseph qui en mai 1919 s'étaient réunis et avaient dépassé l'heure du couvre-feu. Arrêtés par des soldats d'un régiment de Berlin qui les ont pris pour des spartakistes, ils ont été fusillés.

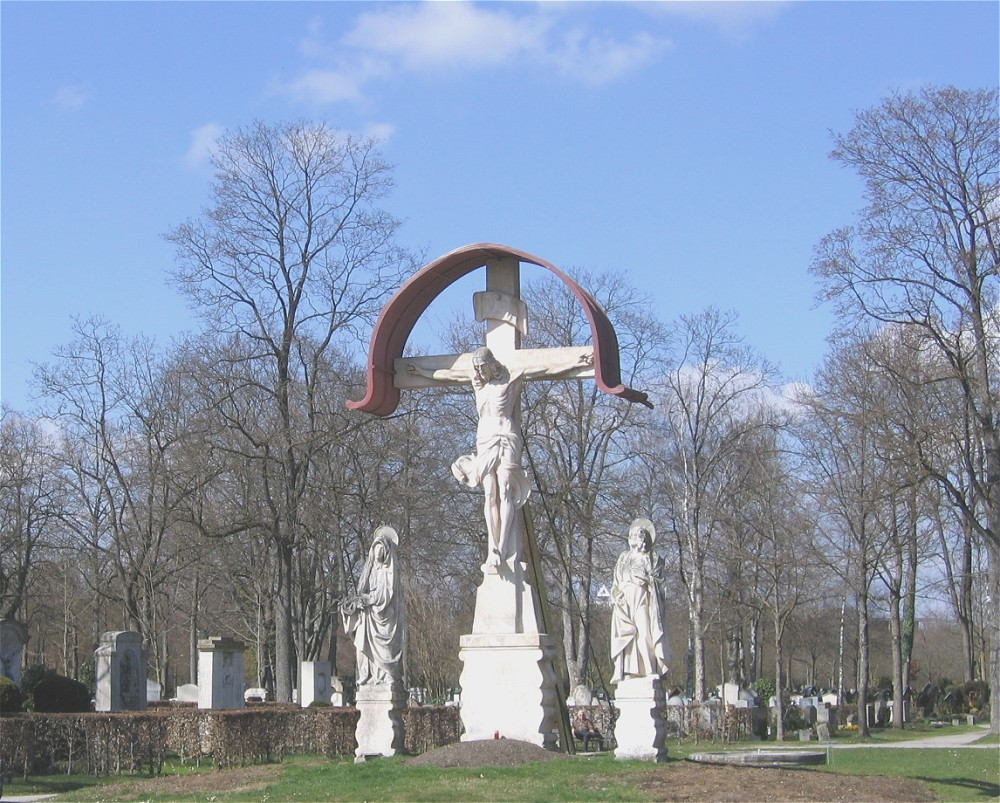
Calvaire par Thomas Buscher.
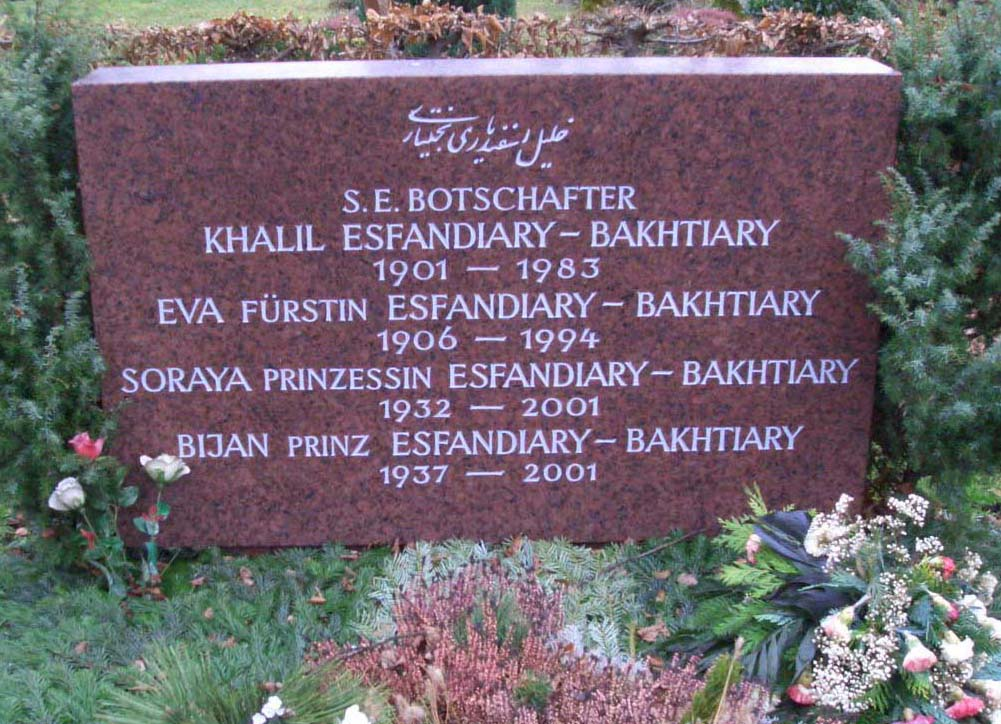
Tombe de la princesse Soraya et de la famille Esfandiary.
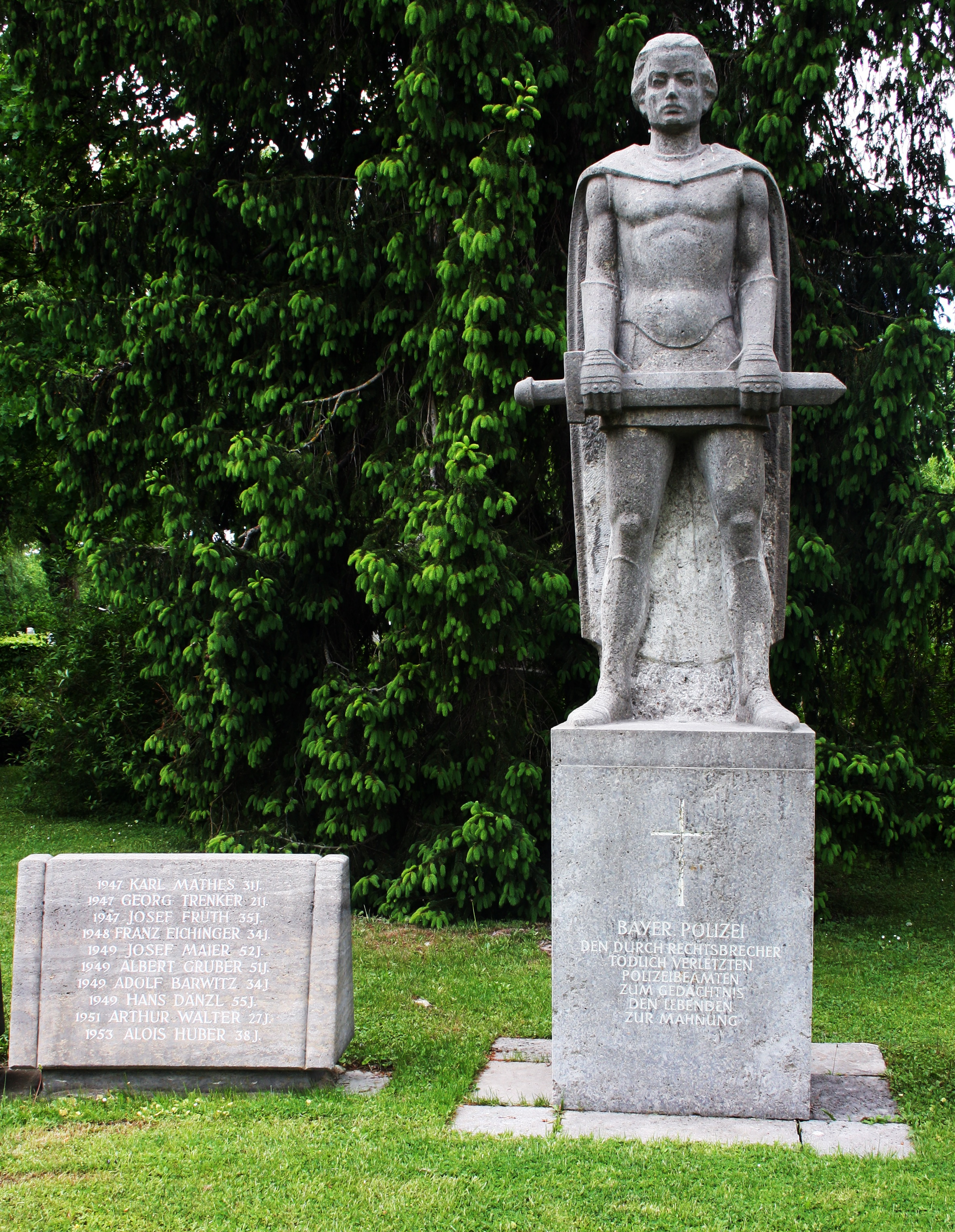
Monument dédié aux policiers bavarois morts en service.
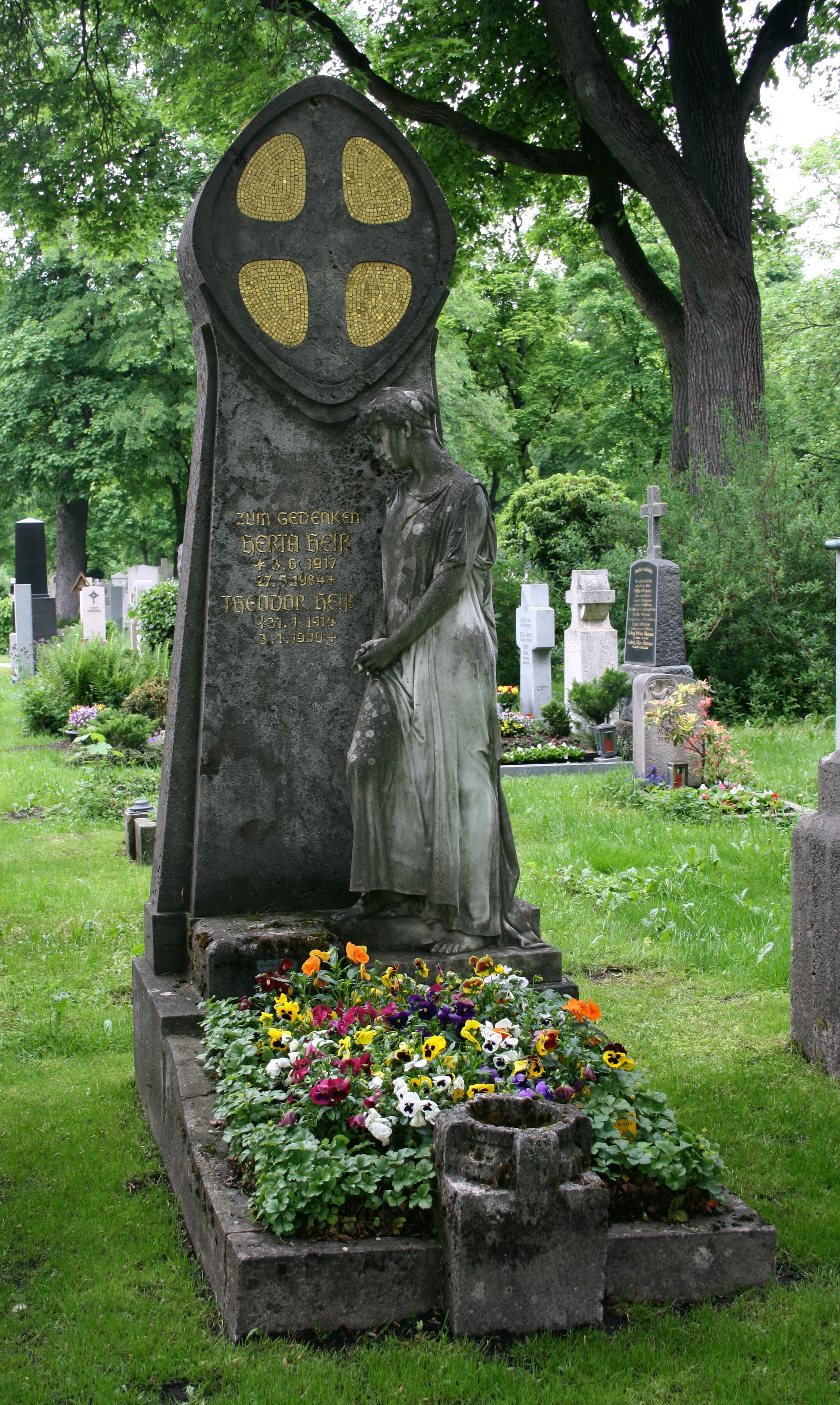
Tombe Jugendstil.